# 337 هـ
337 هـ هي سنة في التقويم الهجري امتدت مقابلةً في التقويم الميلادي بين سنتي 948 و949.

## مواليد
- ابن باكويه
- محمد بن أحمد غنجار

## وفيات
- أبو علي الفارسي
- إبراهيم بن شيبان القرميسيني
- القاسم كنون بن محمد بن القاسم
- قدامة بن جعفر